# اچ‌ام‌اس آشانتی (اف۵۱)
اچ‌ام‌اس آشانتی (اف۵۱) (به انگلیسی: HMS Ashanti (F51)) یک کشتی بود که طول آن ۳۷۷ فوت (۱۱۵ متر) بود. این کشتی در سال ۱۹۳۷ ساخته شد.